# Tuwanuwa
Tuwanawa fue una ciudad hitita ubicada al sureste de la antigua Capadocia, en el norte de Adaniya (Cilicia). Fue la clásica Tyana a unos 170 km al sur de Hattusa.
Hacia el 1345 a. C un jefe llamado Anna, que apoyaba al rey de Arzawa, ocupó Tupaziya en la zona de Monte Ammuna, y después de saquearla pasó por un lago cuyo nombre no se ha conservado (quizás el lago de la Sal) y llegó hasta Tawanuwa a la que también atacó. El rey Suppiluliuma I lo derrotó y dominó la zona.